# Nemes Marcell
Nemes Marcell, jánoshalmi (szül. Klein Mózes) (Jánoshalma, 1866. május 4. – Budapest, Józsefváros, 1930. október 28.) műgyűjtő, műkereskedő, mecénás.

## Életpályája
Klein Adolf és Weisz Mária fiaként zsidó családban született a kiegyezés előtt. Bányavállalkozóként gazdagodott meg, s már az 1900-as évek elejétől foglalkozott műkereskedelemmel és fiatal képzőművészek, művészettörténészek mecenatúrájával. Mecénási tevékenységéért 1908-ban királyi tanácsosi, 1910-ben pedig nemesi címet nyert. A nemesi címmel együtt járt a nemesi név, az Osztrák–Magyar Monarchiában szokásos hagyományok szerint jánoshalmi Nemes Marcell, a gyakorlatban, a kereskedelemben, a mecenatúrában továbbra is a Nemes Marcell nevet használta. 1912-ben felvette tagjai sorába a Demokratia szabadkőműves páholy.
Már 1906-ban kapcsolatba lépett Kammerer Ernővel, az Országos Képtár igazgatójával és jelezte, hogy néhány hézagpótló művet óhajt ajándékozni magyar közgyűjteményeknek. Többek között Mányoki Ádám közismert II. Rákóczi Ferenc című képét ő szerezte be 1925-ben a Szépmüvészeti Múzeum számára, ma a Magyar Nemzeti Galéria őrzi, de Kupeczky János, Bogdány Jakab, Orient József alkotásai), vagy még mindig a Régi Képtárban (például Karel Dujardin: Tóbiás az angyallal és a hallal c. képe) is Nemes Marcell adománya, miként El Greco Bűnbánó Magdolna c. alkotása is 1921-ben. Közben a spanyolországi Toledo városában Diego Velázquez műveit kutatva felfedezte El Grecót, s ott, majd Párizsban és Münchenben nyolc festményét jutányos áron megszerezte. 1910-ben felajánlotta őket megvételre a magyar államnak, de az akkor még nem befutott, különös stílusú barokk művész képeiért a hivatalos szakértők még nem adták meg a kért árat.
Nemcsak a fővárosi közgyűjteményeknek ajándékozott, hanem a kecskeméti múzeumnak is abból a célból, hogy létesítsenek képtárat. 80 modern képet adományozott Kecskemétnek, köztük Czigány Dezső, Czóbel Béla, Faragó Géza, Ferenczy Károly, Gulácsy Lajos, Kernstok Károly, Rippl-Rónai József, Vaszary János alkotásait. Ezen adományozás 1911-ben történt, a város megbecsülte az adományt, Kecskemét díszpolgárává fogadta Nemest. Az adományozott művek ma is megtekinthetők a Cifrapalotában.
1920-ban Nemes Münchenben telepedett le, a műkereskedelem számára sokkal kedvezőbb volt ott a környezet, de az itthoniakkal soha nem szakította meg a kapcsolatot, minden évben több hétre hazalátogatott. Továbbra is folyamatosan ajándékozott képzőművészeti és iparművészeti alkotásokat közgyűjteményeknek, elsősorban a Szépművészeti Múzeumnak és az Iparművészeti Múzeumnak. Európai léptékű műkereskedő lévén ajándékozott műtárgyakat a müncheni múzeumnak, a madridi Pradónak, s francia múzeumoknak.
Számos híres árverést tartott Münchenben, Párizsban, főleg 1914 körül számos impresszionista képet és néhány Pablo Picasso képet is eladott.
Az első világháború után a Szinyei Merse Pál Társaságon keresztül a Nemes Marcell-díjjal illetve a Nemes Marcell ösztöndíjjal támogatta a fiatal magyar képzőművész-tehetségeket pénzjutalommal, hogy azok Bécsben, Münchenben, Párizsban szerezzenek tapasztalatot a külföldi kortárs képzőművészetekről.

## Magánélete
Házastársa Steiner Olga (1873–1911) volt.

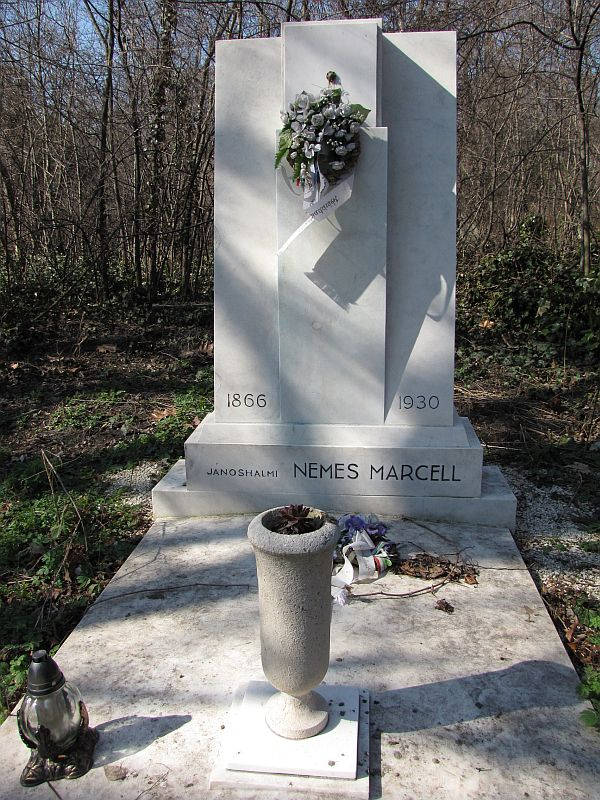
Sírja a budapesti Fiumei úti sírkertben

1930-ban betegsége miatt Budapesten megoperáltatta magát, a műtét jól sikerült, de pár nap múlva embóliában elhunyt. Klebelsberg Kuno a nemzet halottjának nyilváníttatta a világhírű műgyűjtőt, a Szépművészeti Múzeum márványcsarnokában ravatalozták fel. A Kerepesi temetőben helyezték örök nyugalomra.

## Hagyatéka
- Idősebb korában elkezdett festeni, műveiből 1933-ban hagyatéki kiállítást rendeztek a budapesti Ernst Múzeumban.
- Magyar festészeti anyagának árveréseit szintén az Ernst Múzeumban tartották meg 1933/34-ben.

## Társasági tagság
- Szinyei Merse Pál Társaság elnökségi tag

## Díjai, elismerései (válogatás)
- Királyi tanácsosi cím (1908)
- Nemesi cím (1910)
- Kecskemét díszpolgára (1911)
- A bajor Szent Mihály rend 3. osztálya (1911)
- Spanyol Katolikus Izabella-rend (1912)
- A francia becsületrend lovagja (1929)
- Jánoshalma díszpolgára (2007, posztumusz)